# Línguas misumalpas
As línguas misumalpas ou misumalpanas formam uma família de línguas ameríndias da América Central.

## Possíveis relações externas
Conforme Jolkesky (2017), existem possíveis paralelos lexicais entre as línguas misumalpas e as línguas hocanas e o atacapa.